# Configuration management database
Een Configuration Management Database (CMDB, in het Nederlands: configuratiemanagementdatabase) is een type database die wordt gebruikt voor het beheren, documenteren, koppelen en volgen van configuratie-items (CI's) gedurende de levenscyclus van bijvoorbeeld een product, computersysteem of software.

## Beschrijving
CMDB is een ITIL-term voor het opslaan en bijhouden van bezittingen (de afzonderlijke CI's). Het is vooral nuttig om deze CI's te rangschikken of in te delen in logische lagen. De database is in feite de centrale opslagplek waar al deze informatie samen komt, en waar de verbindingen worden gelegd. Zo is het mogelijk om bijvoorbeeld te bekijken hoeveel er van een specifiek configuratie-item zijn, hoe lang deze al in gebruik zijn, en of deze afhankelijk zijn van andere CI's.
Een CMDB kan voor veel doeleinden gebruikt worden, zoals business intelligence, inventarisatie, impactanalyse en incidentbeheer.
De voordelen van een CMDB zijn het tonen van de relaties van elk onderdeel in de verzameling. Voorbeelden hiervan zijn de kosten van een CI, welke acties er nodig zijn, welke impact een CI heeft, en hoe elk CI het beste beheerd kan worden.
Enkele nadelen van een CMDB zijn het immer actueel houden van de database, het onderhoud, en het investeren in software voor rapportage.

## Structuur
De CMDB dient de volgende gegevens over alle configuratie-elementen centraal te verwerken en beschikbaar te stellen voor het beheer van:
- Computersystemen en software

zoals bijvoorbeeld pc's, servers, andere databases, printers, softwareconfiguraties.
- Procesonderdelen

zoals incident-, probleem- en wijzigingsrecords.
- Relaties tussen deze elementen

Verder zijn de inhoud en omvang van een configuratiemanagementdatabase door de Distributed Management Task Force (DMTF), een normeringsinstituut binnen de IT-industrie, in 2010 vastgelegd als de CMDBf-specificatie. Gebruikers van een CMDB kunnen echter zelf het product of systeem verder aanpassen of specificeren.